# بعد بحرانی
بعد بحرانی (به انگلیسی: critical dimension) با استفاده از تحلیل گروه بازبهنجارش برای گذار فاز در یک سامانه ترمودینامیکی، بُعدی است که؛ خصوصیات گذار فاز در دو طرف آن تغییر می‌یابد. این تعریف مختص گذار فاز پیوسته یا مرتبه دوم است. زیر بعد پایین بحرانی {\displaystyle d_{L}} هیچ گذار فاز پیوسته‌ای روی نمی‌دهد. این بعد یک حد پایین است. اما فراتر از بعد بالای بحرانی {\displaystyle d_{u}} گذار فاز روی می‌دهد؛ و  نماهای بحرانی سامانه برابر با مقدار حاصل از نظریه میدان میانگین می‌شوند.  و. گینزبرگ معیاری را ارائه داده‌است؛ که بر اساس آن می‌توان بعد بحرانی را برای برخی مدل‌ها بدست آورد.
بعد به معنای نصف تعداد همسایه‌های یک عضو شبکه است. در اینجا بعد ۴اٌم به معنای زمان نیست. ابعاد بالاتر یعنی تعداد همسایه‌های بیشتر؛ و بعد بالای ۳ تنها روی گراف معنا دارد.
{\displaystyle d=z/2}

## نظریات مرتبط
مطابق قضیهٔ مرمین-واگنر برای سیستم‌های دارای تقارن پیوسته همانند مدل کلاسیک XY و مدل کلاسیک هایزنبرگ بعد پایین بحرانی برای گذار فازهای معمول نمی‌تواند کمتر از ۲ باشد{\displaystyle d_{L}>2}. نوع دیگری از گذار فاز که گذار فاز توپولوژیک نامیده می‌شود، برای برخی از این سامانه‌ها رخ می‌دهند. ( گذار کاسترلیتز-تاولسرا برای مدل XY کلاسیک ببینید)

## بعد پایین بحرانی
پایداری ترمودینامیکی برای یک فاز نظم یافته به انرژی و آنتروپی آن بستگی دارد. به‌طور کمّی با محاسبهٔ انرژی مرز یک جزیره(به انگلیسی: domain walls) و در نظر گرفتن افت و خیز انرژی آن با افزایش اندازه جزیره می‌توان بعد پایین بحرانی را برای یک سیستم خاص محاسبه کرد. به نظر می‌رسد فرمالیسم کلی و تحلیلی برای بدست آوردن بعد پایین بحرانی وجود ندارد.
یک سیستم یک بعدی را برهم کنش کوتاه برد در نظر بگیرید. ایجاد یک جزیره (domain wall) نیازمند مقدار ثابت انرژی {\displaystyle \epsilon }  است. کسب این انرژی از سایر درجات آزادی سیستم منجر به کاهش آنتروپی به مقدار {\displaystyle \Delta S=-\epsilon /T} می‌شود. این تغییر آنتروپی بایستی با آنتروپی حزیره نخست مقایسه شود. در سیستمی به طول {\displaystyle L} برای ایجاد مرزی جزیره‌ای به طول {\displaystyle a} تعداد {\displaystyle L/a} مسیر ممکن برای شکل‌گیری مرز جزیره وجود دارد؛ که منجر به افزایش {\displaystyle \Delta S=k_{B}\log(L/a)} در آنتروپی می‌شود. برای طول و دمای غیر صفر مقادیر کافی افزایش آنتروپی غلبه می‌کند؛ بنابراین هیج گذار فازی در سیستم یک بعدی با برهم کنش کوتاه برد در {\displaystyle T>0} روی نمی‌دهد.
حد قوی‌تر {\displaystyle d_{L}=2} برای سیستم‌های برهمکنش کوتاه (همسایه اول) تقارن پیوسته که دارای پارامتر نظم هستند، اعمال می‌شود. در سیستمی با قیود نامبرده شده قضیهٔ مرمین-واگنر می‌گوید مقدار چشم داشتی پارامتر نظم در  {\displaystyle d=2} برای {\displaystyle T>0} به صفر میل می‌کند؛ بنابراین هیچ گذار فاز از نوع معمول در این بعد و پایین‌تر از آن وجود ندارد.
برای سیستم‌هایی با بی نظمی  درهم‌کشیده شده معیاری توسط Imry و Ma ارائه شده‌است. این معیار می‌تواند بعد پایین بحرانی برای مگنت‌هایی با میدان تصادفی ارائه دهد.

## ابعاد بحرانی برای مدل‌های مختلف

### مدل آیزینگ
مدل آیزینگ (یا ایزینگ) شبکه‌ای از اسپین هاست؛ که فقط مقادیر +۱ یا -۱ را می‌گیریند. شبکه آیزینگ را به صورت آرایه‌های nبعدی می‌توان در نظر گرفت. در نبود میدان مغناطیسی خارجی، آیزینگ یک بعدی (آیزینگ خطی) با برهم کنش مثبت ({\displaystyle J>0}) و کوتاه برد (همسایه اول) گذار فاز پیوسته ندارد؛ ولی آیزینگ دو بعدی (آیزینگ مربعی) در دمای {\displaystyle T_{C}=2.26J/k_{B}} تقارن خود را می‌شکند، و دارای مغناطش غیر صفر می‌گردد؛ بنابراین بعد پایین بحرانی برای آیزینگ برابر {\displaystyle d_{L}=2} می‌باشد. نماهای بحرانی آیزینگ دو بعدی تشکیل یک کلاس جهانشمولی می‌دهند.
ابعاد بالاتر به معنای تعداد بیشتر همسایه است؛ بنابراین آیزینگ ۴ بعدی دارای ۸ همسایه است. مقادیر نماهای بحرانی برای آیزینگ ۴ بعدی برابر مقدار حاصل از  نظریه میدان میانگین این مدل است؛ و در یک کلاس جهانشمولی قرار داند؛ بنابراین بعد بالای بحرانی برای آیزینگ با برهم کنش مثبت برابر{\displaystyle d_{u}=4} است. خطای لاندائو-گینزبرگ بعد بالای بحرانی را تعیین می‌کند:
{\displaystyle t=T-T_{C}}
{\displaystyle E_{LG}={\frac {k_{B}}{4\Delta C\xi ^{d}(1)|t|^{2-d/2}}}}
لازم است خطای لاندائو-گینزبورگ که خطای نظریه است کوچک باشد، در دمای بحرانی {\displaystyle t\rightarrow 0} می‌شود؛ بنابراین {\displaystyle d_{u}=4}

### مدل تراوش
بعد بالای بحرانی برای مدل تراوش برابر ۶ می‌باشد. نماهای بحرانی مدل تراوش